# Leon Suryn
Leon Stanisław Suryn (Oraniebaum, 24 ottobre 1908 – Yarra Junction, 12 settembre 1985) è stato un militare e aviatore polacco, che fu un pilota da trasporto e bombardamento durante il corso della seconda guerra mondiale, insignito della Croce d'argento dell'Ordine Virtuti militari n.9381.

## Biografia
Nacque il 24 ottobre 1908 a Oranienbaum, nell'Impero russo, una città sulla baia della Neva vicino a San Pietroburgo, figlio di Stanisław Sylwester e di Janina Cholewińska. Trascorse i primi tredici anni della sua vita in Russia. Negli anni Venti del XX secolo visse a Łomża e successivamente a Varsavia. Nel 1929 superò l'esame di maturità, e appassionato del mondo dell'aviazione dopo aver completato il corso di un anno presso la Scuola per cadetti della riserva aerea di Dęblin nel novembre 1931 iniziò a lavorare presso la compagnia aerea LOT come candidato per il ruolo di pilota di linea. Il 18 luglio 1936 superò i 100.000 km di volo, ottenendo lo status di pilota di terza categoria. Nel frattempo conseguì anche la qualifica di navigatore e, dopo aver completato l'addestramento per cadetti della riserva aerea, fu promosso sottotenente della riserva. Il 28 aprile 1939 superò i 350.000 km di volo, ottenendo lo status di pilota di seconda categoria. Ad eccezione dei prototipi testati al PLL LOT, volò su tutti i tipi di aerei operati dalla compagnia aerea nazionale, tra i quali Fokker F.VIIB/3m, e successivamente Lockheed L-10A Electra e L-14H Super Electra. Operava sui collegamenti aerei da Varsavia per Katowice, Cracovia, Gdynia e Danzica, Lviv, Bucarest e Atene, Kaunas, Riga, Tallinn e Helsinki. Ha effettuato anche voli aerofotogrammetrici.
Il 31 agosto 1939, ai comandi di un Lockheed L-10A Electra, effettuò un volo di linea Bucarest-Varsavia-Bucarest. Il 1 settembre 1939 effettuò un altro volo Bucarest-Sofia-Salonicco-Atene ai comandi di un Lockheed L-14H Super Electra. Dopo aver imbarcato parte del personale della Missione Militare Britannica, comandata dal capo di stato maggiore, tenente colonnello Colin Gubbins, insieme all'equipaggio di un secondo Super Electra della LOT, ritornò a Bucarest. Il compito di trasferire tutti i componenti della missione militare britannica in Polonia continuò il giorno successivo da parte di un altro equipaggio della LOT, che aveva avuto l'opportunità di riposarsi a Bucarest nei due giorni precedenti. Su raccomandazione dei suoi superiori rimase a Bucarest pronto a volare su aerei commerciali polacchi situati nell'aeroporto locale di Băneasa. Dopo la resa della Polonia fu internato dai romeni, e munito di passaporto valido, lasciò Bucarest per raggiungere poi la Francia.
All'inizio del novembre 1939 fece rapporto al Centro di riunione dell'aeronautica polacca a Le Bourget a Parigi. Successivamente prestò servizio presso il Centro di addestramento dell'aviazione di Lione-Bron (la sua carta d'identità fu rilasciata il 19 gennaio 1940), da dove fu inviato a prestare servizio in Nord Africa, nel Marocco francese. Il 28 marzo 1940 fece rapporto alla base aerea di Fez, da dove fu trasferito al 2 Groupe della scuola per osservatori dall'aeroplano (École des Observateurs) di Rabat. Dal 6 maggio al 7 giugno 1940 volò sui bombardieri biplani Lioré et Olivier LeO-206, portando in volo di addestramento i cadetti francesi. Dopo la caduta della Francia, il 17 giugno 1940, volò alla Maison Blanche vicino ad Algeri a bordo di un aereo passeggeri della compagnia aerea Air Afrique. Lo stesso giorno volò dal vicino aeroporto Hussein Dey alla Maison Blanche, utilizzando un aereo italiano Caproni Ca.164. Il giorno successivo si riferì a Blida, da dove volò a Meknès in Marocco, via Orano, Oujda e Taza, ai comandi di un Morane-Saulnier MS-315. La partenza da Blida avvenne il 18 giugno e  raggiunse la sua destinazione due giorni dopo. Questi furono i suoi ultimi voli per l'Armée de l'air.
Dopo l'arrivo via mare in Gran Bretagna, dal 26 luglio 1940, fu presso la No.6 Anti Aircraft Cooperation Unit a Ringway, dove rimorchiò bersagli aerei e da dove, il 5 dicembre 1940, fu trasferito al No.307 Polish Fighter Squadron "Lwowski". Svolse le funzioni di istruttore al pilotaggio e alla navigazione di stanza nelle basi della RAF di Jurby sull'Isola di Man, Colerne, Squires Gate vicino a Blackpool ed Exeter. Il 29 aprile 1941 fu trasferito al quartier generale del Service Ferry Pools a Kemble e il 19 maggio 1941 iniziò a lavorare come pilota presso il No.10 (Polish) Ferry Flight sulla RAF Hullavington. Il suo successivo incarico, dal 15 giugno 1941, fu presso la No.22 Maintenance Unit  a Silloth, dove volò come pilota collaudatore. Dal 17 ottobre 1941, per l'anno e mezzo successivo, fino al 22 marzo 1943, fu pilota presso il No. 271 RAF Squadron presso sulla base di Doncaster.
Durante il primo periodo del suo servizio di aviazione in Gran Bretagna, effettuò oltre 597 ore in volo, pilotando velivoli monomotore, bimotore e quadrimotore: de Havilland DH.91 Albatross, Avro Anson, Fairey Battle, Bristol Blenheim, Blackburn Botha, Boulton Paul Defiant, Dominie, De Havilland Dragon Rapide, de Havilland DH.90 Dragonfly, Handley Page HP.54 Harrow, Lockheed Hudson, Hawker Hurricane, De Havilland Leopard Moth, Consolidated B-24 Liberator, Westland Lysander, Airspeed Oxford, Short S.16 Scion, De Havilland Tiger Moth, Avro Tutor, Vickers Wellington e Armstrong-Whitworth Whitley.
Il 22 marzo 1943 entrò in servizio presso il No.304 Polish Bomber Squadron  "Ziemia Śląska", agli ordini del Coastal Command della Royal Air Force. Il 28 aprile 1943 fu inviato alla No.6 Operational Conversion Unit a Silloth. Dopo aver completato un corso di addestramento durante il quale ricevette il brevetto di primo pilota per i bombardieri Wellington Mk.IC, Mk.III, Mk.VIII, Mk.X e Mk.XII, il 20 giugno 1943, tornò al No.304 Polish Bomber Squadron. Presso l'unità si addestrò sulle versioni Mk.XIII e Mk.XIV del Wellington. Nel luglio 1943, il suo equipaggio comprendeva il copilota F/O Lesław Międzybrodzki, il navigatore sergente Stefan Kucharski, l'operatore radio sergente Kazimierz Kopta e i mitraglieri sergente Henryk Zdąsień e sergente Kazimierz Kowalczyk. Entro il 24 luglio 1944 aveva completato 50 missioni di pattugliamento contro gli U-Boot sull'Atlantico, o più precisamente sul Golfo di Biscaglia, volando per 462 ore e 10 minuti. Operava dai seguenti aeroporti: Dale, Docking, Davidstow Moor, Predannack e Chivenor. Durante due voli, il suo equipaggio stabilì un contatto radar con un sottomarino tedesco (8 settembre e 7 dicembre 1943), ma non riuscì a lanciare un attacco.
Il 10 agosto 1944 terminò il suo servizio nel No.304 Polish Bomber Squadron  "Ziemia Śląska" e immediatamente dopo aver completato il primo ciclo di voli operativi, si offrì volontario per quello successivo, assegnato all'aviazione tattica. Il 28 agosto 1944 si unì alla No.60 Operational Conversion Unit ad Alta Ercall, dove si addestrò in voli diurni e notturni come pilota di cacciabombardieri bimotore De Havilland Mosquito. Il 10 dicembre 1944 fu assegnato al No. 305 Polish Bomber Squadron "Ziemi Wielkopolskiej" a Cambrai-Épinoy, in Francia dove volò sulla versione FB Mk.VI del Mosquito. Entro il 4 aprile 1945 aveva completato il suo secondo ciclo operativo, che comprendeva 35 missioni con 100 ore e 35 minuti di volo. Volava soprattutto di notte, effettuando attacchi e bombardamenti di truppe tedesche, nonché contro trasporti ferroviari e stradali. Molto spesso volava insieme al navigatore F/O Adam Lipiński.
Il 20 aprile 1945 terminò il suo servizio nel No. 305 Polish Bomber Squadrone fu trasferito successivamente alla No.13 Operational Conversion Unit a Finmere, e poi al No.304 Polish Bomber Squadron  nel frattempo trasferito al Transport Command della RAF e di stanza agli aeroporti di North Weald e, successivamente, di Chedburgh. Entro il 2 agosto 1946 effettuò altre 102 ore volo di prova collaudo e trasporto a bordo dei De Havilland DH.89B Dominie, Handley Page Halifax, Airspeed Oxford, De Havilland Mosquito, Vickers Warwick e Vickers Wellington. Dopo lo scioglimento dell'aeronautica polacca, si unì al Corpo polacco di addestramento e schieramento, venendo smobilitato il 16 gennaio 1949. Completò il suo servizio nell'aeronautica polacca in Gran Bretagna con 1.550 ore e 25 minuti di volo, e con il grado di capitano.
Volendo prepararsi alla vita civile completò un corso di agricoltura. Lavorò in una fattoria nel Galles e poi emigrò in Australia, dove arrivò parte della sua famiglia che riuscì a lasciare la Polonia comunista dopo la fine della guerra. Arrivò a Melbourne il 22 maggio 1950e svolse diversi lavori, il più lungo come operatore delle attrezzature portuali di carico e scarico, comprese le gru. Immediatamente dopo lo scoppio della guerra di Corea, gli fu offerto di prestare servizio nella Royal Australian Air Force, ma non accettò. È interessante notare che la RAAF era interessata a lui non solo come pilota esperto, ma anche come persona che parlava fluentemente la lingua russa. Dopo esse andato in pensione si trasferì a Yarra Junction, cittadina alla periferia di Melbourne. Ottenne la cittadinanza australiana il 23 febbraio 1967. Era un appassionato pescatore e cacciatore e amava la letteratura, inclusa la poesia russa. Morì  a Yarra Junction il 12 settembre 1985, ed e sepolto nel cimitero di Upper Yarra a Yarra Junction.

### Annotazioni
1. ↑  Stanisław Sylwester Suryn era un ufficiale dell'esercito imperiale, nominato generale nel 1915, e che dal gennaio 1919 militò nell'esercito polacco (sebbene avesse già iniziato a prestare servizio nella legione polacca in Finlandia); dal 1923, maggiore generale in pensione con diritto di indossare l'uniforme. Leon aveva tre tra fratelli e sorelle: Jerzy, Irena e Stefania.
2. ↑  A quel tempo, lo squadron comprendeva anche altri piloti prebellici della LOT tra cui: Antoni Alexandrowicz, Kazimierz Bocheński, Jan Krzyżanowski e Maksymilian Smogór.

### Fonti
1. 1 2 3 4 5 6 7 8 9 10 11 12 13 14 15 16 17 18 19 20 21 22 23 24 25 26 27 28 29 30 31 32 33 34 35 36 37 38 39 40 41 42 43 44 45 46 47 48 49 50 51 52 53 54  Polish Air Force.
2. 1 2 3 4 5 6 7 8  Listakrzystka.